# Grand Prix Polskiej Chóralistyki im. Stefana Stuligrosza
Grand Prix Polskiej Chóralistyki im. Stefana Stuligrosza – konkurs muzyczny konfrontujący zwycięzców sześciu najstarszych i uznanych polskich konkursów chóralnych. Impreza odbywa się w  Poznaniu, a jej organizatorem jest Fundacja Grand Prix Polskiej Chóralistyki im. Stefana Stuligrosza.

## Informacje o konkursie
Grand Prix Polskiej Chóralistyki po raz pierwszy zorganizowano w 2018 roku. Jego idea nawiązuje do bogatych tradycji Poznania jako miasta chórów chłopięcych. Ma przypominać o dziedzictwie, które pozostawili po sobie ich twórcy i dyrygenci, a także integrować poznańskie i ogólnopolskie środowisko chóralne. Wydarzeniu towarzyszą warsztaty z zakresu emisji głosu i interpretacji, wykłady, wystawy, a także koncerty chórów w różnych częściach Poznania i Wielkopolski.
W trakcie przesłuchań konkursowych każdy z zespołów wykonuje program, na który składa się kilka utworów (ok. 30 minut), w tym przynajmniej jeden napisany przez kompozytora związanego z Poznaniem.  Zwycięzca tzw. konkursu konkursów otrzymuje nagrodę przechodnią – statuetkę im. Stefana Stuligrosza oraz nagrodę pieniężną.

### Konkursy nominujące do Grand Prix Polskiej Chóralistyki im. Stefana Stuligrosza
- Ogólnopolski Turniej Chórów "Legnica Cantat"
- Międzynarodowy Festiwal Muzyki Chóralnej im. Feliksa Nowowiejskiego w Barczewie
- Międzynarodowy Festiwal Pieśni Chóralnej w Międzyzdrojach
- Międzynarodowy Festiwal Muzyki Religijnej im. ks. Stanisława Ormińskiego w Rumi
- Międzynarodowy Festiwal Chórów im. Kazimierza Fobera "Gaude Cantem" w Bielsku-Białej
- Ogólnopolski Konkurs Chórów a Cappella Dzieci i Młodzieży w Bydgoszczy[1]

### Zwycięzcy konkursu
- 2023 – Białostocki Chór Żeński przy III Liceum Ogólnokształcącym im. Krzysztofa Kamila Baczyńskiego w Białymstoku pod dyr. Anny Olszewskiej
- 2022 – Zespół Wokalny "Rondo" z Wrocławia pod dyr. Małgorzaty Podzielny[3]
- 2021 – Międzyszkolny Chór Żeński przy III Liceum Ogólnokształcącym im. Krzysztofa Kamila Baczyńskiego w Białymstoku pod dyr. Anny Olszewskiej[4]
- 2020 – impreza odwołana z powodu pandemii

- 2019 – Zespół Wokalny "Rondo" z Wrocławia pod dyr. Małgorzaty Podzielny[5]
- 2018 – Chór Akademicki Politechniki Warszawskiej pod dyr. Dariusza Zimnickiego[6]